# Hemerobius inversus
Hemerobius inversus är en insektsart som beskrevs av Navás 1927. Hemerobius inversus ingår i släktet Hemerobius och familjen florsländor. Inga underarter finns listade i Catalogue of Life.